# (18505) Caravelli
(18505) Caravelli (1996 PG5) – planetoida z grupy pasa głównego asteroid okrążająca Słońce w ciągu 3,35 lat w średniej odległości 2,24 j.a. Odkryta 9 sierpnia 1996 roku.